# Illa Victòria (Rússia)
L'illa Victòria (en rus Остров Виктория; Ostrov Viktoriya) és una petita illa àrtica de la Federació Russa. Es troba a mig camí entre l'arxipèlag noruec de Svalbard i l'arxipèlag rus de la Terra de Francesc Josep. És la més occidental de totes illes Àrtiques Russes i és administrada com a part de la Terra de Francesc Josep, a l'Óblast d'Arkhànguelsk.

## Geografia
L'illa té una superfície de tan sols 10,8 km2 i fins a finals del segle XX estava gairebé completament coberta per una capa de gel que s'alçava fins als 105 msnm. Durant la dècada de 1990 sols hi havia unes 10 hectàrees de l'extrem nord de l'illa que no estaven cobertes pel gel, però des d'aleshores la capa de gel s'ha retirat i ha quedat una estreta franja de costa lliure de gel a la costa nord-oest. El 2012 la superfície de la capa de gel era tan sols de 6,1 km2.

## Història
L'illa va ser descoberta el 20 de juliol de 1898 per dos capitans noruecs, Johannes Nilsen i Ludvig Bernard Sebulonsen. L'endemà, el capità Nilsen, del vapor Victoria, va albirar a l'illa i li va posar el nom del iot.
Des de 1926 ha estat al centre de les reivindicacions territorials. Al tractat de Spitsbergen (1920) es considera que és terra nullius sota la sobirania de Noruega, mentre un decret soviètic de15 d'abril de 1926 l'incorpora a l'arxipèlag de Francesc Josep. El 1929 Lars Christensen, cònsol de Sandefjord, apassionat de la caça de balenes i una de les expedicions del qual s'havia annexionat les illes Bouvet i de Pere I, prop de l'Antàrtida, va finançar dos vaixells amb l'objectiu d'hivernar a l'arxipèlag de Francesc Josep i recuperar la possessió de l'illa Victòria. Bloquejada pel gel, l'expedició no va arribar a l'arxipèlag de Francesc Josep. El 29 de juliol de 1929 Otto Schmidt, durant una expedició a bord del trencaglaç Georgy Sedov, va prendre possessió de l'arxipèlag de Francesc Josep en nom de la Unió Soviètica.
A partir d'aquell moment Noruega va abandonar les seves reclamacions sobre l'arxipèlag per concentrar-se en l'illa Victòria. El 8 d'agost de 1930 hi va atracar el vaixell noruec Bratvaag. Set homes hi van desembarcar sota les ordres de Gunnar Horn, però el veritable objectiu de l' expedició de Bratvaag es va mantenir en secret i Noruega mai va reclamar oficialment l'illa, probablement per por de represàlies. El setembre de 1932 es formalitza l'annexió soviètica.
Entre el 1959 i el 1994 l'illa va acollir una estació polar amb una constant rotació de personal científic i militar.